# Shuntarō Tanikawa
Shuntarō Tanikawa (谷川 俊太郎?, Tanikawa Shuntarō; Tokyo, 15 dicembre 1931 – 13 novembre 2024) è stato un poeta, scrittore e traduttore giapponese.

## Biografia
Nacque a Suginami, all'epoca città e divenuto quartiere di Tokyo nel 1943, figlio del filosofo Tetsuzō Tanikawa.
Nel corso della sua carriera scrisse oltre sessanta opere poetiche, oltre a tradurre in lingua giapponese Peanuts di Charles Schulz e le filastrocche di Mamma Oca. Vincitore nel 1989 dell'American Book Awards con Floating the River in Melancholy, per i suoi contributi nell'ambito della letteratura per bambini venne candidato nel 2008 al Premio Hans Christian Andersen. Tradusse in giapponese anche Guizzino (1963), libro di Leo Lionni.
Contribuì alla realizzazione del film documentario Le olimpiadi di Tokyo e scrisse il testo di una canzone presente nel film d'animazione Il castello errante di Howl. Assieme a Jerome Rothenberg e Hiromi Itō realizzò inoltre poesie collaborative in stile renshi, una forma resa celebre da Makoto Ōoka.
Fu tra i poeti giapponesi più letti e apprezzati. Numerosi suoi lavori furono tradotti in lingua inglese.